# Mariä Heimsuchung (Bürg)

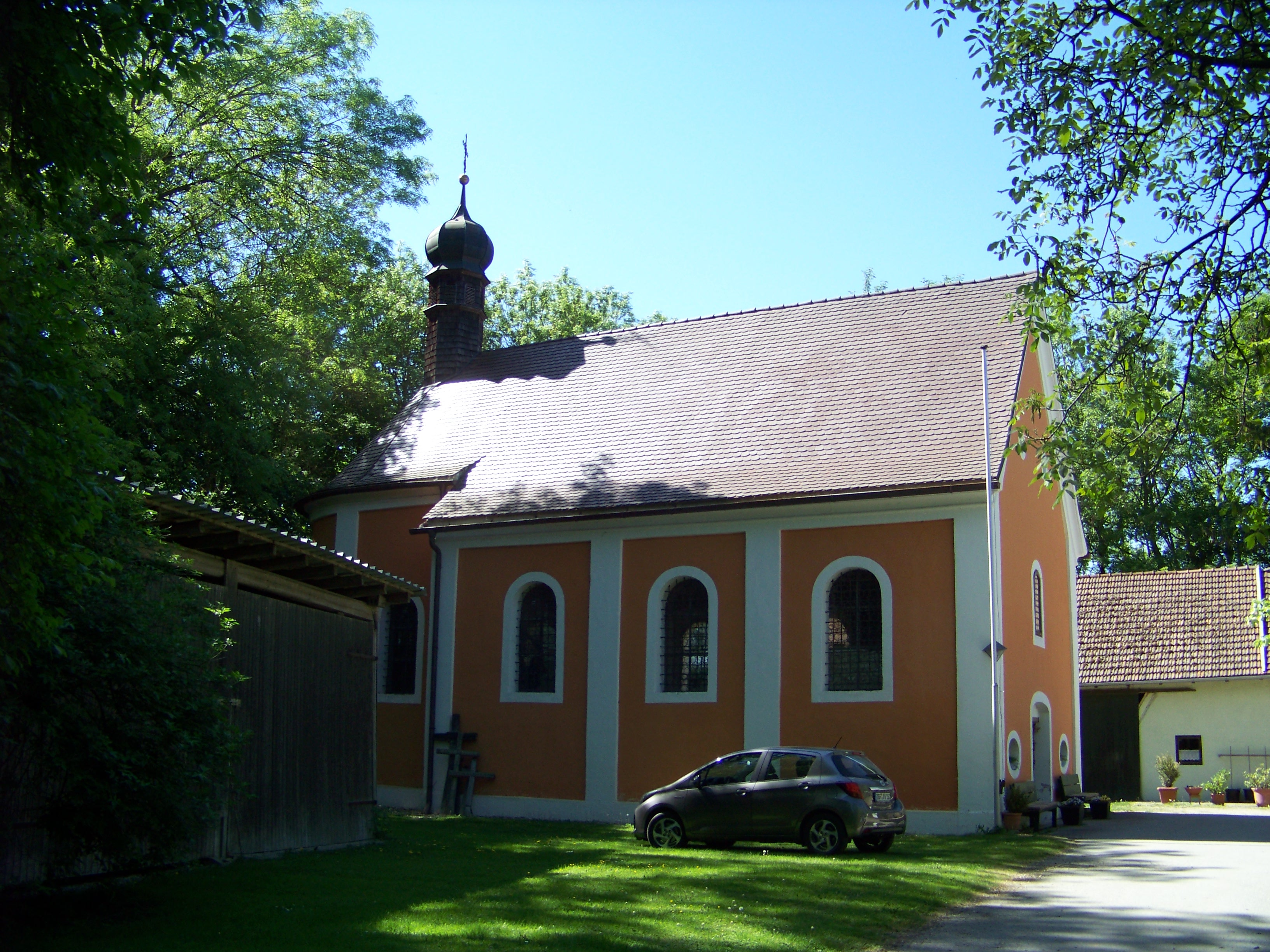
Mariä Heimsuchung in Bürg

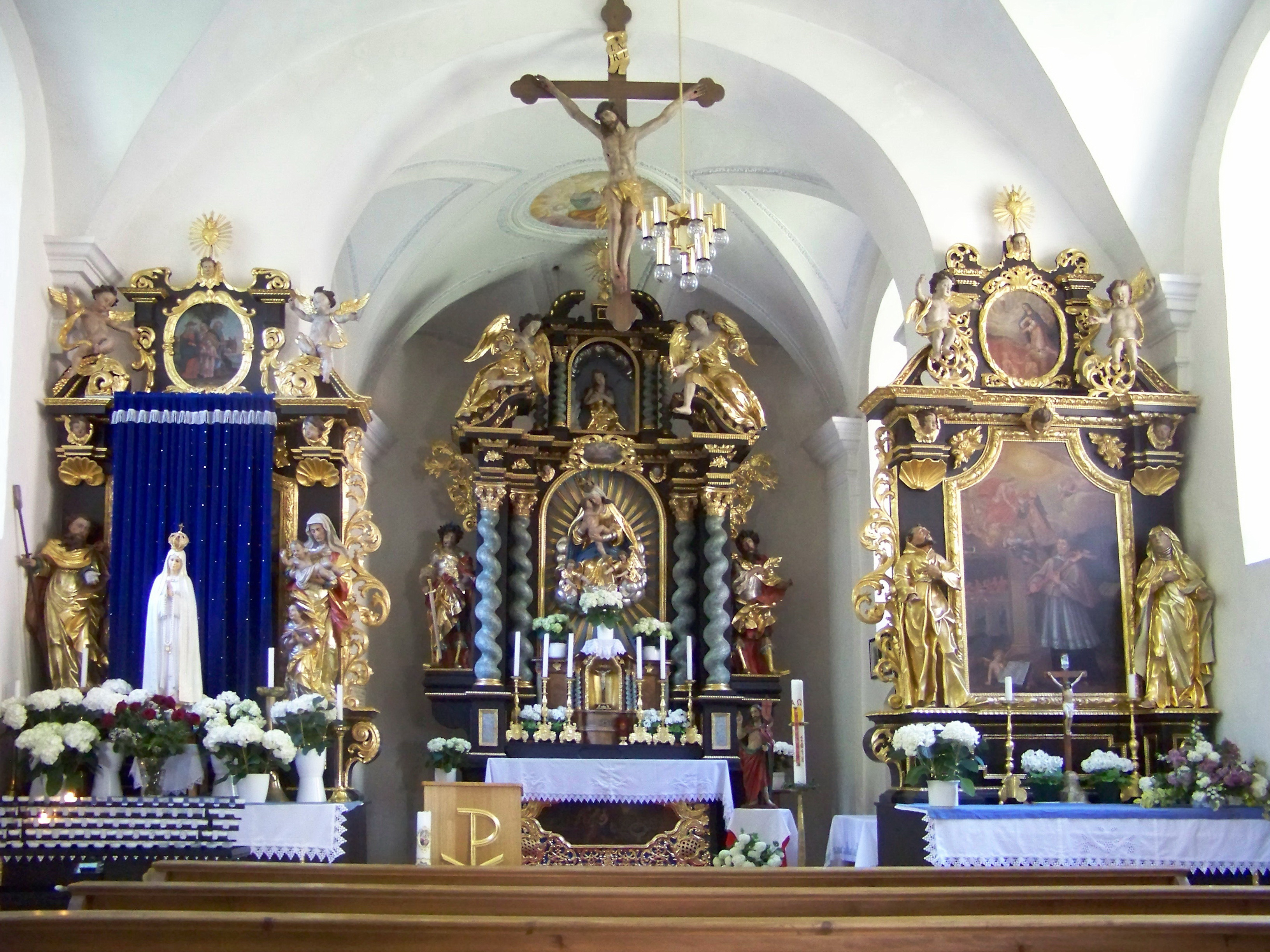
Innenansicht

Die römisch-katholische Wallfahrtskirche Mariä Heimsuchung steht in Bürg, einem Gemeindeteil von Oberpöring im niederbayerischen Landkreis Deggendorf. Sie ist in der Liste der Baudenkmäler in Oberpöring unter der Nummer D-2-71-139-6 eingetragen. Die Kirche gehört zum Dekanat Osterhofen im Bistum Passau.

## Beschreibung
Die barocke Saalkirche wurde um 1690 gebaut. Sie besteht aus dem Langhaus zu drei Jochen und dem eingezogenen, halbrund geschlossenen Chor im Südwesten, über dessen Dach sich ein achteckiger Dachreiter mit Zwiebelhaube erhebt. In dem Dachreiter hängen zwei Glocken.
Das Langhaus ist mit einem Stichkappengewölbe überspannt. Seitlich an dem 1690 aufgestellten Hochaltar stehen Figuren der Wetterheiligen Johannes und Paulus. Zentrales Bild in der Mittelnische zwischen gewendelten Säulen des Altarretabels ist eine sitzende Marienstatue mit Jesuskind vor einem Strahlenkranz, zu ihren Füßen zwei kleine Engel; im Altarauszug steht eine Büste der Maria Magdalena.

## Orgel

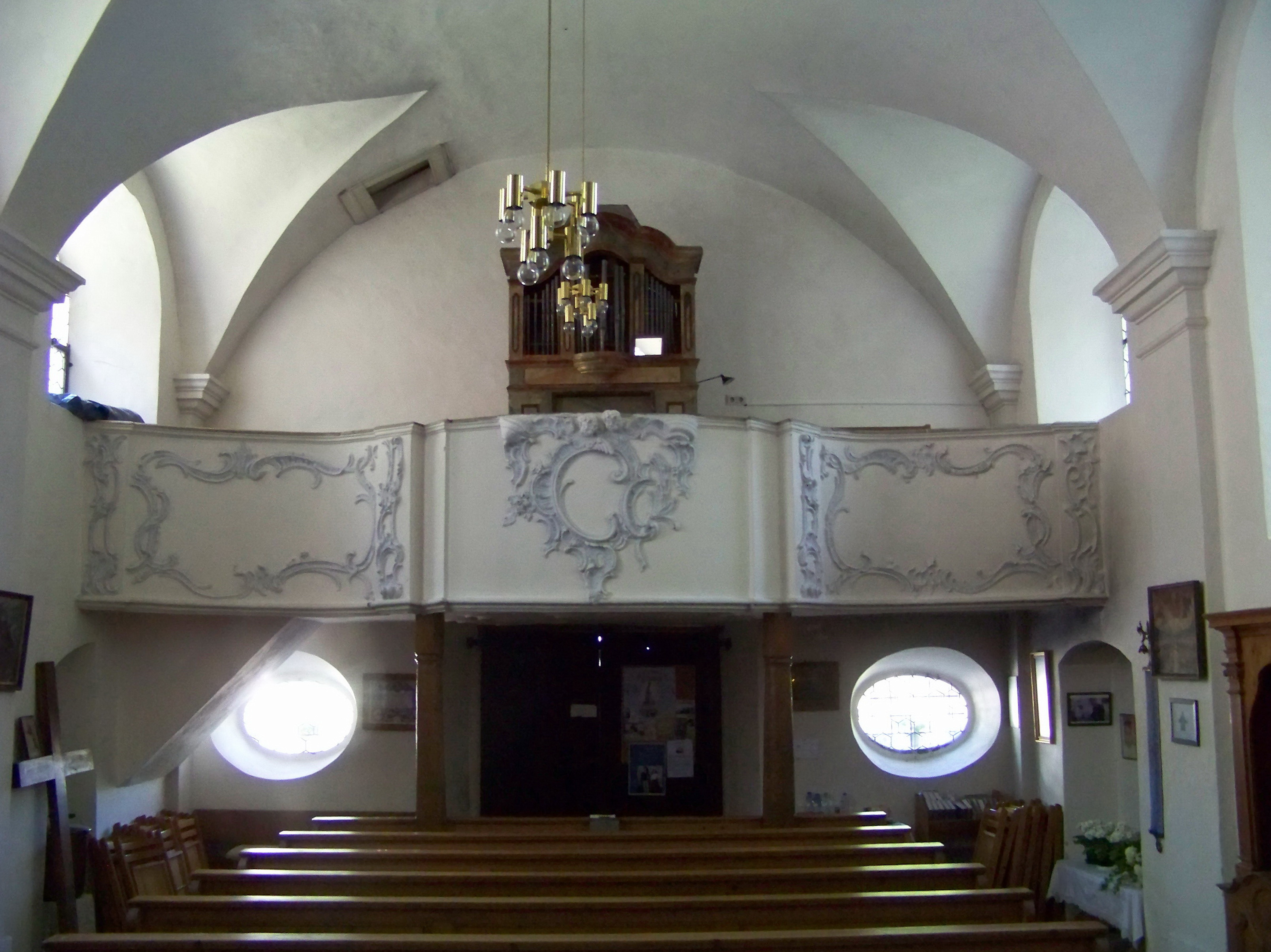
Die Orgel

Die Orgel mit fünf Registern auf einem Manual und Pedal wurde von einem nicht bekannten Orgelbauer um 1750 erbaut. Die Disposition des rein mechanischen Schleifladen-Instruments lautet:
| Manual C–c3 |       |
| Copel       | 8′    |
| Flöte       | 4′    |
| Principal   | 2′    |
| Quint       | 1 ⁄2′ |
| Octav       | 1′    |

| Pedal C–a |
| angehängt |